# علي أحمدوف
علي جواد أغلو أحمدوف (بالأذرية: Əli Əhmədov) هو نائب لرئيس الوزراء لجمهورية أذربيجان منذ 22 أكتور لعام 2013، رجل دولة أذربيجاني، نائب لرئيس حزب أذربيجان الجديدة و هو الأمين التنفيذي للحزب، دكتوراه في العلوم الفلسفية، بروفسور.

## حياته ووظائفه
ولد علي أحمدوف في 27 يناير في 1953 بقرية دارة لممنطقة بساركيشار يريفان جمهورية أرمينيا الاشتراكية السوفيتية.
تخرج من معهد موسكو للتاريخ والمحفوظات على اختصاص تاريخ. علي أحمدوف هو مؤلف لأكثر من خمسين مقالة علمية.
منذ 1975 علي أحمدوف عامل علمي رئيسي لإدارة المحفوظات الرئيسي و مدير المحفوظات الرئيسي العلمية المركزية لأكاديمية العلوم الوطنية الأذربيجانية.
من 1980 عمل تقني، ومدرس، ومدرس عام، وأستاذ مساعد، ورئيس القسم. من 1997 عمل نائبا لرئيس القسم في إدارة رئيس جمهورية أذربيجان.
عمل في منسب رئيس السلطة التنفيذية لمنطقة خاتاي بين 1999-2000.
إنتخب أمينًا تنفيذيًا للمؤتمر الأول لحزب أذربيجان الجديدة في 1999.
وكما إنتخب أمينًا تنفيذيًا و نائبا لرئيس حزب أذربيجان الجديدة في المؤتمر الخامس في 2005 و المؤتمر الثالث في 2013.
كان نائبا الجمعية الوطنية لجمهورية أذربيجان من 2000.
علي أحمدوف هو نائب لرئيس الوزراء لجمهورية أذربيجان منذ 22 أكتوبر 2013.
كان تمنح علي أحمدوف بوسام "شرف" للخدمات الفعال في التنمية الاجتماعية والاقتصادية للجمهورية بموجب القرار لرئيس جمهورية أذربيجان في 25 يناير عام 2013.

## جوائزه
- وسام «شهرة»2013